# Мари Краймбрери
Мари́ Кра́ймбрери (наст. имя — Мари́на Вади́мовна Жада́н; род. 21 августа 1992, Кривой Рог, Днепропетровская область, Украина) — российский автор-исполнитель украинского происхождения. Состоит в лейбле Velvet Music с 2017 года.
За время карьеры Краймбрери выпустила свыше десятка успешных синглов, получивших более миллиона эфиров на радиостанциях, что делает её самой популярной исполнительницей в российском радиоэфире. Обладательница престижных музыкальных премий в номинациях «певица года», «песня года», «видео года», «шоу года». Четырёхкратный лауреат «Золотого Граммофона» за свои песни; автор хита «Конечно, да!», написанного для певицы Натальи Подольской, который также отмечен этой наградой. Наиболее популярные треки в её исполнении — «Полюби меня пьяную», «На тату», «AMORE», «Мне так хорошо», «Пряталась в ванной», «Океан», «Иначе всё это зря».

## Биография

### 1992—2011: детство и юность, происхождение псевдонима
Марина Вадимовна Жадан родилась 21 августа 1992 года в украинском городе Кривой Рог. Сценический псевдоним был придуман ею в 13 лет на уроке информатики, когда будущая певица собрала первые буквы из каждого составленного предложения, получив «Краимбрери», и заменила первую «и» на «й». По словам Мари, с того момента она не видит себя со своим настоящим именем. «Я не воспринимаю „Мари Краймбрери“ как псевдоним — это моё имя», — говорит исполнительница. В те же годы начала писать стихи. В 2007 году с помощью старшего брата Олега, который выступил в качестве продюсера, выпустила сборник стихов «Наедине с небом».
С четырёх лет выступала на сцене солисткой детского танцевального коллектива; однако травма колена, полученная в 15 лет, разрушила планы на карьеру танцовщицы. После этого Марина начала ставить номера для коллективов и учить танцевать других.
Окончив Криворожскую школу (ОШ № 124 КГС ДО), поступила в Институт делового администрирования на факультет экономики и менеджмента, кафедру финансов и кредита.
В 2011 году переехала из Кривого Рога в Москву и устроилась хореографом в продюсерский центр.

### 2012—2017: начало карьеры, «ННКН», успех
О том, чтобы стать певицей, Мари задумалась, по её словам, после предательства любимого человека. Краймбрери обратилась к руководству продюсерского центра, в котором работала, с предложением: она какое-то время работает бесплатно, но записывается в студии.
«Слышали, что ты не любишь, когда тебя называют певицей… Почему?», — поинтересовались ведущие «Русского Радио». «Потому что певица и автор-исполнитель для меня очень разные вещи. Я не считаю себя суперпрофессионалом, я нигде не училась. Плюс, когда человек сам пишет песни, он по-другому к ним относится. Я пишу от души, по щелчку. Поэтому я прошу называть себя автором-исполнителем. Мне именно это понятие ближе во всех смыслах», — объяснила Мари Краймбрери.
В 19 лет Мари Краймбрери начала карьеру сонграйтера, написав композицию «Один шанс» для группы 5sta Family за 2000 долларов, которая вышла только в 2023 году. С тех пор начала писать песни самостоятельно. Помимо написания музыки и слов к своим музыкальным работам, Мари их также и продюсирует. Краймбрери утверждает, что все её треки автобиографичны: о тяжёлых периодах в жизни, любви, предательстве.
Одним из первых больших релизов исполнительницы стала композиция «Давай навсегда», написанная ею самой. На песню в 2015 году был выпущен видеоклип. Также в 2016 году был опубликован видеоклип на совместный сингл Мари Краймбрери с российским исполнителем Lx24 «Мы останемся в городе одни», который имел стремительный рост.
Успех пришёл к артистке с выпуском 7 апреля 2017 года альбома «ННКН», куда вошло 13 песен, самой популярной из которых стала «Полюби меня пьяную». Он был выпущен в жанре ритм-н-блюз, в котором, как считают критики, исполнительница нашла «золотое сечение».

### 2017: сотрудничество с Velvet Music
Мари долгое время не работала с продюсерами, пока ей не предложили сотрудничество в российском лейбле звукозаписи Velvet Music, под эгидой которого выступают Владимир Пресняков (мл.), «Винтаж», Ёлка, Гоша Куценко, Звонкий и другие. Velvet выкупил демозапись Краймбрери «Правильная девочка» для группы MBAND, а затем предложил сотрудничество, и та согласилась. Первым синглом стал «Не в адеквате», затем были выпущены «Туси сам», «Она тебе не идёт», «Я хотела твою фамилию», «Это, сука, взрыв» и «На тату», которые, впоследствии, вошли в альбом «Переобулась», в будущем признанный «Альбомом года» по версии премии «ЖАРА Music Awards 2019».
С 2017 года Краймбрери стала появляться на радиостанциях и телевидении. 28 ноября того же года провела свой первый большой сольный концерт в Москве «„Не в адеквате!“: Live in Moscow».

### 2020—2021: «Золотой граммофон», «Нас узнает весь мир (Part 1)», MTV EMA и другие проекты
В 2020 году Мари Краймбрери выпустила два громких хита: «Пряталась в ванной» и «Океан», в будущем вошедшие в альбом «Нас узнает весь мир (Part 1)». В декабре того же года получила первую в карьере статуэтку «Золотого граммофона» за сингл «Пряталась в ванной». В 2021 вновь одержала победу, получив второй раз статуэтку, но уже с композицией «Океан».
В декабре 2020 года российская газета «Культура» поместила Краймбрери на 10-е место среди самых популярных российских исполнителей, а музыкальный интернет-портал TopHit на 12-е.

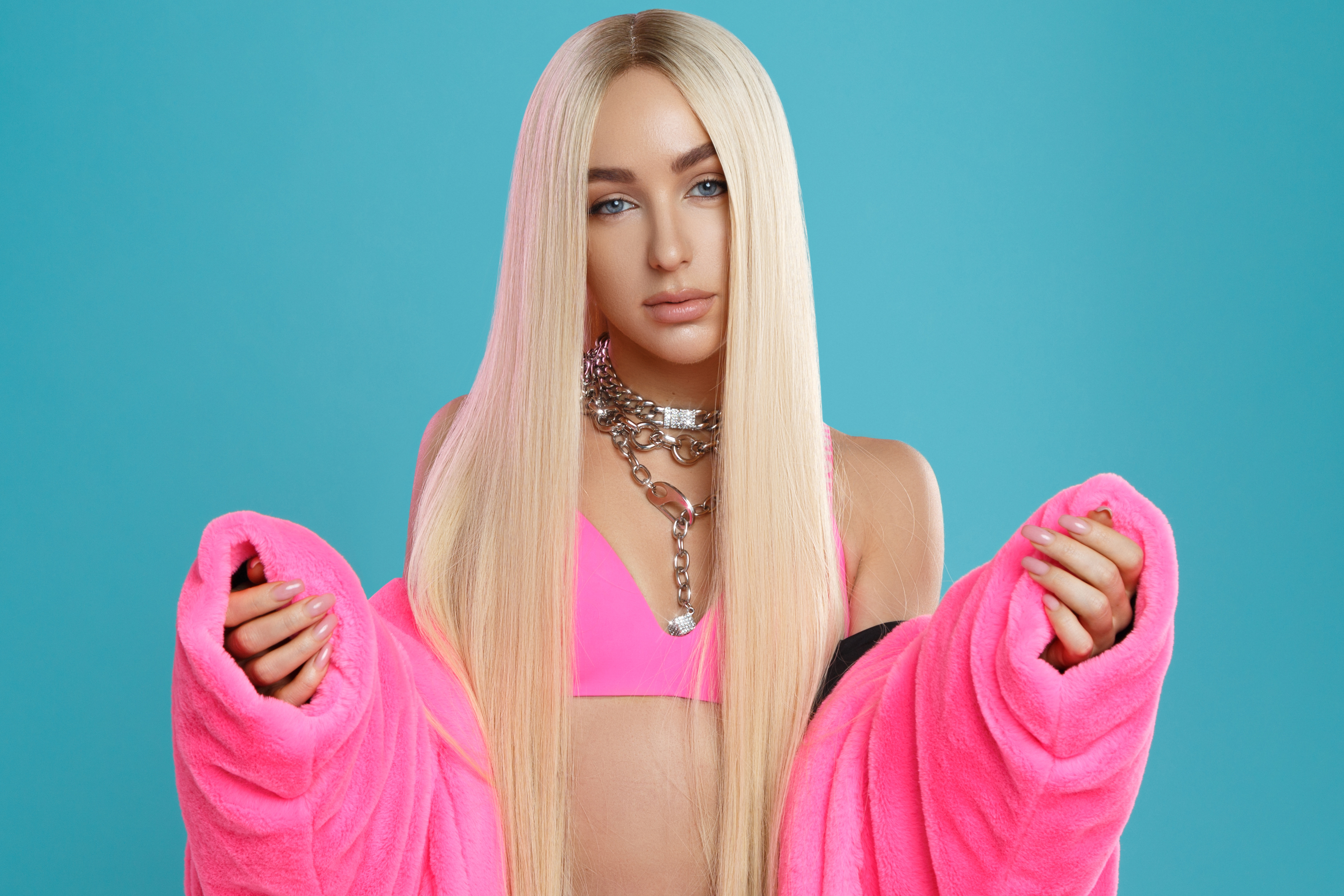
Баннер на музыкальных площадках артистки с 19 марта 2021 по 1 июля 2021

19 марта 2021 года презентовала свой третий студийный альбом «Нас узнает весь мир (Part 1)», который занял высшие позиции в чартах. В апреле в честь выхода студийника представила одноимённую коллекцию одежды совместно с брендом DNK Russia.
8 февраля была номинирована на премию «ЖАРА Music Awards 2021» в номинации «Певица года», а в апреле на премии «МУЗ-ТВ» и RU.TV в качестве лучшей исполнительницы.
15 мая 2021 года Мари и рэпер ST спели на виртуальной арене гимн «Together» к мобильной игре Mobile Legends: Bang Bang на русском языке в своих жанрах.
В июне 2021 года снялась в роли стенографистки в музыкальном видеоклипе «Я ненавижу детей» (нем. Ich hasse Kinder) и одноимённом короткометражном фильме от немецкого вокалиста Тилля Линдеманна.
30 сентября 2021 года вышел дебютный саундтрек Мари Краймбрери «В разных мирах». Он был написан ею в сотрудничестве с российским композитором Русланом Муратовым для второго сезона сериала «Проект „Анна Николаевна“» с Зоей Бербер в главной роли. В саундтреке поётся об угасших романтических чувствах под гитарный поп-рок-инструментал.
В октябре того же года впервые номинирована на одну из премий телеканала MTV — MTV Europe Music Awards в номинации «Лучший российский исполнитель».
В конце 2021 года музыкальный сервис компании «Яндекс» — «Яндекс Музыка» подвёл итоги года, в котором Краймбрери стала самой прослушиваемой исполнительницей на платформе (более 4,2 млн слушателей за год), тем самым завоевав награду «Певица года».

### 2022—2023: «Нас узнает весь мир (Part 2)», телешоу «Маска»
11 января 2022 года началась запись четвёртого в музыкальной карьере Мари Краймбрери студийного альбома «Нас узнает весь мир (Part 2)», который является сиквелом «Нас узнает весь мир (Part 1)», вышедшего на полтора года раньше. Запись альбома проходила в Москве в студии звукозаписи Alex Davia Music, владельцем которой является непосредственно сам саунд-продюсер Alex Davia. Работа над созданием пластинки была закончена 26 августа 2022 года.
В феврале—марте 2022 года Мари Краймбрери приняла участие в третьем сезоне музыкального телешоу «Маска». Участвовала в костюме леопарда (Лео). Выбыла в седьмом выпуске.
1 апреля 2022 года номинирована в шести номинациях (среди которых «Певица года», «Фан-клуб года», «Альбом года», «Видео года», «Лучшее женское видео» и «Коллаборация года») российской музыкальной премии «ЖАРА Music Awards 2022», тем самым став самой номинируемой артисткой; одержала победу в двух номинациях, став «Певицей года» и музыкальный видеоклип Краймбрери «Самолёт» был признан «Лучшим женским видео».
В этом же месяце номинирована в четырёх номинациях 11-й русской музыкальной премии телеканала RU.TV («Лучший видеоклип», «Звезда танцпола», «Фан или профан» и «Лучший дуэт»). На премии RU.TV победила в одной номинации («Дуэт года» за композицию «Как дела, малыш?» совместно со Звонким) из четырёх и дополнительно была присуждена награда в специальной номинации «Дуэты Билана» за трек «Ты не моя пара».

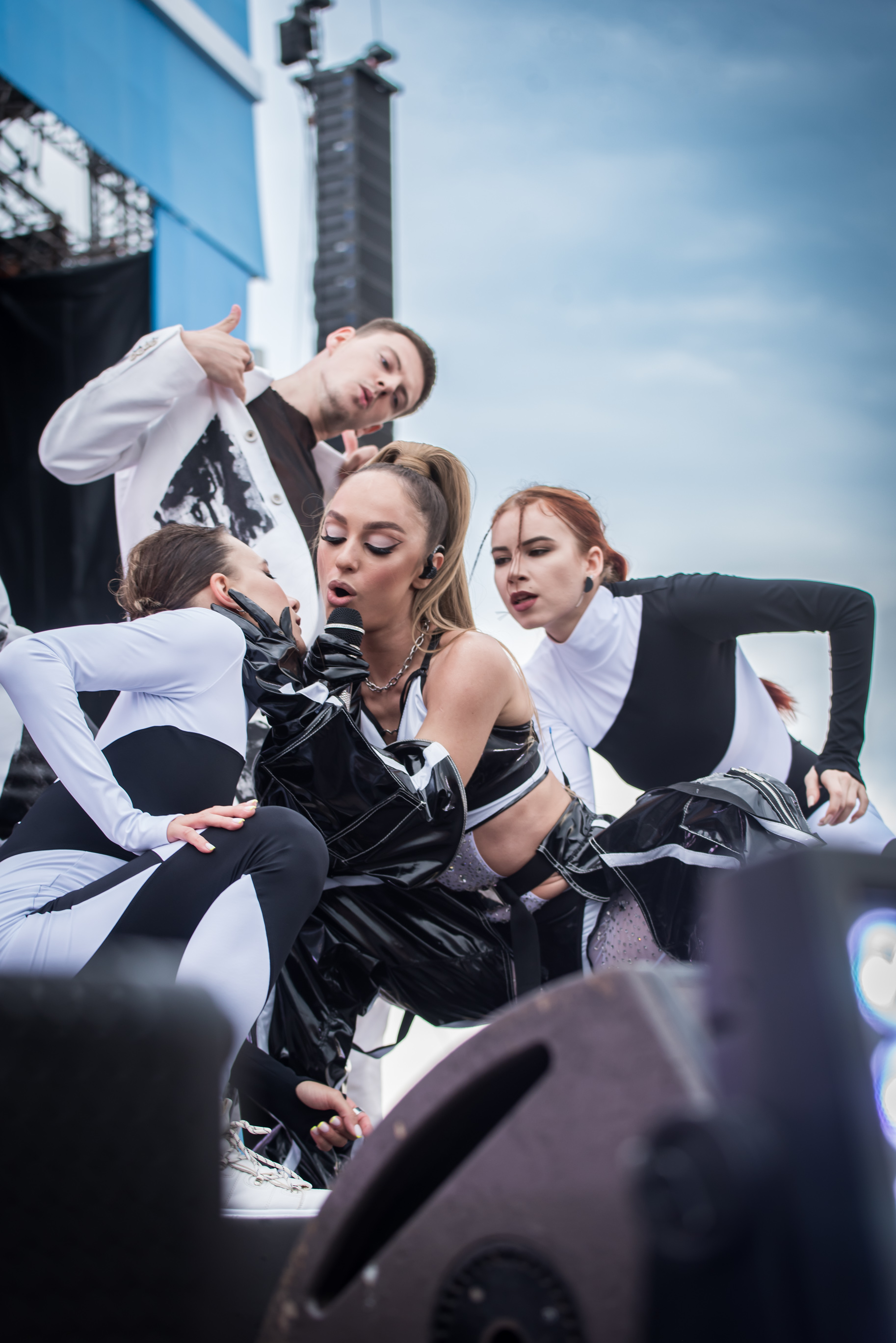
Мари Краймбрери (посередине) на VK Fest, 23 июля 2022

12 сентября 2022 года в честь 35-летия Alex Davia был выпущен лиричный трек «Успокою» при его участии. «Успокою» является лид-синглом и дебютным промосинглом альбома. Именно этот трек открыл предварительный заказ на студийник. Предзаказ стал доступен в цифровом магазине iTunes Store с начальной стоимостью 149 ₽ на территории России.
14 октября 2022 года состоялся релиз студийного альбома «Нас узнает весь мир (Part 2)». В пластинке было представлено «12 глав перевернувшегося мира», варьирующихся от томных и лирических песен до энергичных и танцевальных треков. Эксклюзивно для аудиосервиса «VK Музыка» был представлен бонусный трек «Какая крутая жизнь». Позже трек был выпущен в качестве сингла на все площадки.
1 февраля 2023 года стал общедоступен фильм-концерт Мари Краймбрери «Сердце всегда громче» (акустический концерт артистки, проведённый 15 октября 2021 года в московском концертном зале «Мир»), режиссёром которого выступил бессменный клипмейкер певицы Serghey Grey. В 107-минутной работе представлены 16 песенных номеров, а также интервью с певицей, её музыкантами и продюсером Алёной Михайловой. Российский музыкальный критик информационного агентства InterMedia, Алексей Мажаев оценил видео на 8 из 10.
3 февраля 2023 года состоялся релиз сингла Мари «Иначе всё это зря». Накануне композиция была представлена на «Том самом катке» на ВДНХ, став первой подобной промоакцией в России. Краймбрери лично вышла на лёд, представила трек, эфир которого несколько раз обеспечил радиоканал ВДНХ. 21 февраля опубликован видеоклип на сингл; в нём певица предстаёт в трёх разных образах.

## Личная жизнь

### Семья
Отец — Вадим Жадан, мать — Людмила Жадан; родители не имеют никакого отношения к шоу-бизнесу. Старший брат — Олег Жадан, работает программистом.
В 2009 году познакомилась с парнем в интернете. Влюбившись, переехала из Кривого Рога в Москву. Поначалу отец был против переезда в Россию, но впоследствии согласился. По словам Марины, скорое расставание сильно ударило по её эмоциональному состоянию, но не лишило творческого заряда. Этому событию она посвятила песню «Смогу ли я без тебя», которая имела большой успех в соцсетях.
2 февраля 2025 года Мари Краймбрери вышла замуж за блогера Даву. 4 февраля пара объявила, что ожидает ребёнка. В мае 2025 года родила дочь, которую предположительно назвали Николь.

### Общественная позиция
В марте 2022 года во время вторжения России в Украину была раскритикована украинскими СМИ из-за отсутствия реакции на это событие, которое, по их мнению, можно трактовать как «молчаливую поддержку».

### Скандалы и инциденты

#### Обвинение от Риты Дакоты
Во время развода певицы Риты Дакоты и певца Влада Соколовского в 2018 году Дакота посчитала Краймбрери любовницей Соколовского. На тот момент у Мари вышел сингл «Палево», который, как посчитала Дакота, посвящён тайной любви к женатому мужчине. Спустя некоторое время Марина опровергла все слухи заявив, что даже не знакома лично с Соколовским.

#### Скандал со Светланой Лободой на «Золотом граммофоне»
В декабре 2020 года во время выступления Мари Краймбрери на «Золотом граммофоне» разгорелся скандал с украинской певицей Светланой Лободой: «Лобода приготовила для выступления с песней „Мой“ акробатический номер, главным атрибутом в котором стала ванна. Выступление певицы поставили подряд с аналогичным выступлением Мари Краймбрери, которая для песни „Пряталась в ванной“ также использовала ванну. Лобода попросила организаторов поставить номера в разные части концерта, но получила отказ и покинула съёмки. По словам же организаторов концерта, Лободе было отказано в выступлении из-за „непрофессионального поведения“».

## Отзывы критиков

### Алексей Мажаев
С выпуском дебютного альбома «ННКН» привлекла к себе внимание российского музыкального критика из информационного агентства InterMedia, Алексея Мажаева. Он считает, что релиз неплохо подошёл бы для любителей русскоязычного урбан-попа, которые устали от Бьянки. Мажаев говорит, что Мари нашла своеобразное «золотое сечение» в жанре и назвал песни с альбома мелодичными, запоминающимися и понятными.
Помимо рецензий на альбомы Краймбрери Мажаев также оценил полную версию первого большого московского сольного концерта «„Не в адеквате!“: Live in Moscow», который состоялся 28 ноября 2017 года в клубе «Москва Hall». «Концерт подтвердил, что несколькими достойными песнями, с которыми дебютировала Мари Краймбрери, она не ограничится, на глазах превращаясь из талантливого новичка в очень интересную артистку», — пишет Мажаев.
Во второй пластинке «Переобулась» рецензент положительно оценил сингл «На тату», по его мнению, в ней совпали и жизненная история, и приятный голос, и эмоциональность, и красивая запоминающаяся мелодия припева, однако отметил, что более опытный артист построил бы весь альбом вокруг этой песни, заодно сократив его хронометраж на треть.
В рецензии на третий студийник «Нас узнает весь мир (Part 1)» критик считает, что альбому не хватает эмоций и запоминающихся рефренов. Были выделены композиции «Океан», «If You Love Me» и «Нас узнает весь мир» как самые лучшие с альбома.
В своей рецензии на альбом «Нас узнает весь мир (Part 2)» от октября 2022 года он прошёлся от периодичности выхода музыкальных композиций Мари Краймбрери до амплуа самой певицы. Он считает, что «песня в неделю — не самый оптимальный график для их промоушена: слушатели путаются, не знают за что хвататься. … не стоит перекармливать людей своей музыкой, нужно как-то дозировать». По поводу образа исполнительницы тот отметил, что «песни о любовных неудачах, подростковые подача, имидж и сленг [от 30-летней артистки] рано или поздно вызовут у тинейджеров вопросы и непонимание». «Значит, надо будет перепридумать образ и стиль, но, судя по новому полнометражному альбому, Мари Краймбрери пока не хочет этим заниматься и всячески пытается оттянуть момент, когда всё же придётся», — подытожил Алексей Мажаев.

### Гуру Кен
Начиная с выхода 2 июля 2021 года сингла «Хлопаю в две ладоши» о творчестве исполнительницы начал отзываться российский музыкальный критик Гуру Кен (наст. имя — Вадим Пономарёв). Он считает, что в композиции «Хлопаю в две ладоши» невозможно отличить Мари Краймбрери от певицы Ёлки. По мнению Кена, их лейблу Velvet Music это выгодно: «Вот Ёлка, а вот её молодая копия». Также Пономарёв обратил внимание на аранжировку: «Она вроде модная, но точно не из рэпа, она стелется и мимикрирует. Эту песню могла бы спеть Вера Брежнева, у неё тоже есть говор».
Совместную композицию Краймбрери с российским певцом Звонким «Как дела, малыш?» критик назвал «не песней, а пустым местом», аргументируя это тем, что песня является проходной с использованием смещения правильного ударения в припеве.
В совместке же с Димой Биланом «Ты не моя пара» Вадим Пономарёв отметил, что Краймбрери звучит уверенно, а в припеве отлично сливаются голоса исполнителей, но по итогу песне не хватило дерзости и её тематика скучна.
После выпуска «Питера» Гуру Кен посчитал, что Мари Краймбрери чересчур «фонтанирует» синглами, и предполагает, что стоит ожидать полноценный музыкальный альбом. Однако критик отметил, что песни пошли на количество, а не качество. «С точки зрения музыкальности тут почти нуль. Какая-то хаотичная гитара, непритязательный бит, вообще нет хуков. Кажется, у Краймбрери полностью потерялся контроль качества. Просто проходная, хотя и искренняя песня», — пишет критик.
Задумку «Глупой» рецензент посчитал «классной», но реализацию — «ниже плинтуса». Отметив, что про биты в сингле сказать нечего. На его взгляд, это «очередная сырая песня артистки».

## Дискография
Студийные альбомы
- «ННКН» (2017)
- «Переобулась» (2018)
- «Нас узнает весь мир, Pt. 1» (2021)
- «Нас узнает весь мир, Pt. 2» (2022)
- «Почему у меня нет парня» (как Мари aka Краймбрери; 2023)

Мини-альбом
- «Всё пошло по весне» (2016)

## Видеография
| Год  |     | Русское название                    | Оригинальное название            | Роль           |
| ---- | --- | ----------------------------------- | -------------------------------- | -------------- |
| 2021 | кор | «Тилль Линдеманн: Я ненавижу детей» | Till Lindemann: Ich hasse Kinder | Стенографистка |

## Награды и номинации
Рейтинги
- Самый популярный российский исполнитель — 10 место[37]
- Лучший русскоязычный артист 2020 года — 4 место[97]